# Sommarmord
Sommarmord är en svensk film från 1994 i regi av Lars Molin. Den bygger på Molins roman med samma namn.

## Handling
En ung kvinna i en liten stad mördas. Är den skyldige någon i hennes familj?
Sylvia träffar en gravt alkoholiserad man (Sture) under en semesterresa till Teneriffa. Hon inleder ett förhållande med mannen och ber honom följa med hem till Sverige. Efter en midsommarnatt kommer Sylvias dotter inte hem som planerat och hittas strax därpå brutalt mördad och våldtagen i en närbelägen lokal. Ganska omgående riktas misstankarna mot Sture, som inte kan minnas vad han gjorde den här natten eftersom han varit så berusad.
Skyldig eller inte.....

## Tillkomst och utgivning
Filmen spelades in våren 1993 i ateljé i Stockholm samt i Östhammar, Täby, Vaxholm och på Teneriffa. Vissa vinterscener spelades in i Eskilstuna på Fristadstorget. Filmen hade premiär den 11 februari 1994 och är tillåten från 15 år. Filmen har även visats på SVT.

## Rollista (urval)
- Peter Haber - Sture (Guldbaggenominerades för denna roll 1995)
- Lena T. Hansson - Sylvia
- Ulrika Hansson - Eva
- Rolf Lassgård - Backhammer
- Göran Stangertz - J-son
- Gösta Bredefeldt - Farsan
- Mikael Persbrandt - Mannen med hatten
- Allan Svensson - Ove
- Tomas Pontén - Per-Erik
- Gunilla Röör - Irene
- Marika Lindström - Stor-Eva
- Maud Hyttenberg - farmor
- Lennart Hjulström - åklagare Åhlén
- Ulf Isenborg - försvarsadvokaten
- Cecilia Ljung - servitrisen
- Viktor Friberg - mannen med hunden
- Bergljót Árnadóttir - Stures f d hustru
- Claes Månsson - polis Käll
- Lars Göran Lakke Magnusson - polis Waltersson
- Tommy Johnson - järnhandlarn
- Kalle Westerdahl - Putte
- Ingvar Andersson - HoppilandKalle
- Lennart Jähkel - reportern

## Musik i filmen
- "O sole mio", musik Edoardo Di Capua, italiensk text Giovanni Capurro, svensk text Sven Nyblom
- "Stilla natt, heliga natt", musik Franz Gruber, text Joseph Mohr, svensk text Oscar Mannström
- "When the Saints Go Marching In"
- "Sjungom studentens lyckliga dag", musik Gustav Bernadotte, text Herman Sätherberg
- "Dancing Queen", text och musik Benny Andersson, Björn Ulvaeus och Stikkan Anderson
- "Härlig är jorden", dansk text Bernhard Severin Ingemann, svensk text Cecilia Bååth-Holmberg
- "Arlanda i dimman", musik Ted Ström
- "Nu brinner sommaren", text och musik Ted Ström
- "Samma sommar", text och musik Ted Ström
- "Evas låt", musik Ted Ström
- "Sommarmord", musik Ted Ström